# 凱盛源広場駅
凱盛源広場駅（がいせいげんひろばえき 簡体字中国語:凯盛源广场站）は、中華人民共和国黒龍江省哈爾濱市南崗区にある駅。

## 利用可能な鉄道路線
- ハルビン地下鉄
  - ハルビン地下鉄3号線

## 歴史
- 2017年6月16日：哈爾濱大街駅として開業[1]。
- 2019年3月20日：凱盛源広場駅に改称。